# Sekretariat Generalny Rady Unii Europejskiej
Sekretariat Generalny Rady Unii Europejskiej – to ogół pracowników obsługujących Radę Europejską i Radę UE. Pomagają oni Radzie organizować pracę i dbać o ich spójność oraz realizować jej 18-miesięczny program.
Ich głównym zadaniem jest wspomagać dwie instytucje UE:
- Radę Europejską,
- Radę UE, w tym państwo sprawujące prezydencję, Komitet Stałych Przedstawicieli (Coreper), a także pozostałe komitety i grupy robocze Rady.

Sekretariat pomaga organizować pracę Rady i dba o ich spójność, a także realizować jej 18-miesięczny program. Wspomaga Radę Europejską i jej przewodniczącego oraz wspiera prezydencję w negocjacjach na forum Rady i w negocjacjach z innymi instytucjami UE.

## Cel Sekretariatu Generalnego Rady
Celem Sekretariatu Generalnego Rady jest dostarczanie informacji konkretnym sektorom takim jak:
- Pracodawcy
- Poczcie
- Bankom i instytucjom kredytowym[2]

## Zadania Sekretariatu Generalnego Rady

### Sekretariat Generalny Rady ma za zadanie
- pomagać i doradzać Radzie UE i Radzie Europejskiej oraz ułatwiać im koordynowanie prac, w tym realizację 18-miesięcznego programu Rady,

- wspierać prezydencję Rady w negocjacjach na forum Rady oraz w negocjacjach z innymi instytucjami UE
- zapewniać wsparcie logistyczne oraz praktyczną organizację posiedzeń (m.in. sale posiedzeń, przygotowanie dokumentów i tłumaczeń)
- przygotowywać projekty porządków obrad, sprawozdań, not i protokołów posiedzeń na wszystkich szczeblach.

W razie potrzeby Sekretariat zajmuje się także praktyczną organizacją posiedzeń wysokiego szczebla z szefami państw i rządów lub ambasadorami państw spoza UE. Sekretariat ma też inne, bardzo specyficzne obowiązki. Wsparcie dla niektórych komitetów i grup roboczych Rady
Służba Prawna Sekretariatu wydaje opinie dla Rady i jej komitetów, tak by akty Rady były zgodne z prawem i poprawnie zredagowane. Reprezentuje ona także Radę w postępowaniach sądowych przed Trybunałem Sprawiedliwości Unii Europejskiej, Sądem oraz Sądem do spraw Służby Publicznej.

### Sekretariat przewodniczy też następującym komitetom i grupom roboczym Rady
- Komitetowi ds. Bezpieczeństwa i jego podgrupom (zabezpieczanie informacji, eksperci ds. GNSS, rada ds. akredytacji bezpieczeństwa),
- Grupie Roboczej ds. Informacji,
- Grupie Roboczej ds. e-Prawa,
- Komitetowi Koordynacyjnemu ds. Systemów Informacyjno-Komunikacyjnych,
- Grupie Roboczej ds. Ujednolicenia Prawodawstwa,
- Grupie Roboczej Prawników Lingwistów.

Rada zapewnia także sekretariat Komitetowi Europejskiej Przestrzeni Badawczej i Innowacji (ERAC), jego 2 grupom roboczym oraz radzie sterującej. Komitet ten to jeden z organów przygotowawczych Rady odpowiedzialny za wspieranie realizacji i monitorowanie postępów unijnej inicjatywy „Unia innowacji” oraz za rozwijanie europejskiej przestrzeni badawczej. Wspierają go 2 grupy robocze ad hoc: Grupa Wysokiego Szczebla ds. Wspólnego Planowania (GPC) oraz Strategiczne Forum ds. Międzynarodowej Współpracy Naukowo-Technicznej (SFIC). Sekretariat Generalny Rady odpowiada za logistyczną/administracyjną organizację posiedzeń komitetu ERAC oraz za podsumowywanie wyników posiedzeń.

### Publiczny rejestr on-line autentycznych dokumentów tożsamości i dokumentów podróży (Prado)
Sekretariat Generalny Rady odpowiada za rozbudowę i utrzymywanie Prado, specjalnej wielojęzycznej strony internetowej zawierającej informacje o zabezpieczeniach dokumentów tożsamości i dokumentów podróży państw UE oraz Islandii, Norwegii i Szwajcarii.

## Archiwum
Sekretariat Generalny Rady zarządza także archiwum Rady, ponieważ większość dokumentów, które zostały już zarchiwizowane wiąże się z posiedzeniami różnych formacji np. Rady, Coreperu, komitetów, grup roboczych; ale także z opracowywaniem ustawodawstwa UE.
Istnieje również specjalny dział – Archiwum Centralne, które zbiera, przetwarza i udostępnia dokumenty, które zostały opracowane/otrzymane przez Radę w ramach jej obowiązków.

## Sekretarz Generalny
Na czele Sekretariatu Generalnego Rady stoi sekretarz generalny.
Zadania Sekretarza Generalnego:
- Wspomaganie Rady i zarządzanie Sekretariatu,
- Odpowiada za ogólną organizację Sekretariatu,
- Dba o prowadzenie przez Sekretariat obsługi prezydencji i organów przygotowawczych Rady,
- Wspiera pracę przewodniczącego Rady Europejskie,
- Zarządzanie administracyjne Sekretariatem pod kątem zasobów kadrowych i finansów,
- Stosownie do potrzeb uczestniczy w posiedzeniach Rady,
- Jego rolą jest przede wszystkim zapewnić ciągłość i postępy prac Rady oraz udzielać jej porad.

Sekretarz generalny Rady jest także sekretarzem generalnym Rady Europejskiej. Uczestniczy on w posiedzeniach Rady Europejskiej i podejmuje wszelkie niezbędne działania w celu organizacji jej prac. Mianuje go Rada.
Obecnie sekretarzem generalnym jest Jeppe Tranholm-Mikkelsen. Został mianowany na to stanowisko 21 kwietnia 2015 r., jego pierwsza kadencja trwała od 1 lipca 2015 r. do 30 czerwca 2020 r., z kolei 29 kwietnia 2020 r. został mianowany na drugą pięcioletnią kadencję trwająca od 1 lipca 2020 r. do 30 czerwca 2025 r..